# Anotimpuri diferite
Anotimpuri diferite (1982, în engleză Different Seasons) este o colecție de patru nuvele scrise de Stephen King. Nuvelele fac parte din categoria scrierilor de groază caracteristice lui King.

## Nuvele
| Titlu                                                          | Subtitlu                                                      | Ecranizare                                                               |
| -------------------------------------------------------------- | ------------------------------------------------------------- | ------------------------------------------------------------------------ |
| Închisoarea îngerilor (Rita Hayworth and Shawshank Redemption) | Primăvara: Speranța nu moare niciodată (Hope Springs Eternal) | Închisoarea îngerilor de Frank Darabont (The Shawshank Redemption, 1994) |
| Un copil capabil (Apt Pupil)                                   | Vara depravării (Summer of Corruption)                        | Influență nefastă de Bryan Singer (Apt Pupil, 1998)                      |
| Cadavrul (The Body)                                            | Toamna pierderii inocenței (Fall From Innocence)              | Prietenie de Rob Reiner (Stand by Me, 1986)                              |
| Metoda respirației (The Breathing Method)                      | Poveste de iarnă (A Winter's Tale)                            | Metoda respirației de Scott Derrickson (The Breathing Method, TBA)       |

## Postfață
La sfârșitul cărții există și o scurtă postfață pe care King a scris-o pe 4 ianuarie 1982. În aceasta, el explică de ce nu a dat mai devreme spre publicare nuvele din colecție (fiecare scrisă în momente diferite). La începutul carierei sale, agenții și editorii săi și-au exprimat îngrijorarea că el va fi catalogat ca cineva care a scris numai literatură de groază. Cu toate acestea, romanele sale de groază s-au dovedit a fi destul de populare și astfel lui King i s-a solicitat să fie romancier. În schimb, nuvelele, care nu se ocupă (în principal) cu supranaturalul, au fost foarte dificil de publicat deoarece nu exista o piață pentru poveștile de ficțiune de 25.000 - 35.000 cuvinte. Prin urmare, King și editorul său au ajuns la ideea de a publica nuvelele împreună, ca „ceva diferit”, de unde a reieșit titlul cărții.

## Traduceri în română
- Anotimpuri diferite, Editura Trei, 2010, 752 pag.
- Anotimpuri diferite, Stephen King, Editura Nemira, 2021. ISBN 9786064310125